# Steelville (Missouri)
Steelville település az Amerikai Egyesült Államok Missouri államában, Crawford megyében, melynek megyeszékhelye is. Lakosainak száma 1472 fő (2020. április 1.).

## Népesség
A település népességének változása:

| 2010 | 1 642 |
| 2020 | 1 472 |